# ليولينهين بيرنز
ليولينهين بيرنز (بالفرنسية: Leulinghen-Bernes)‏ هي بلدية تقع في إقليم باد كاليه من منطقة نور با دو كاليه في شمال فرنسا. تبلغ مساحة هذه المدينة 6.9 (كم²)، وترتفع عن سطح البحر 80 م، يبلغ عدد سكانها 417 نسمة حسب إحصاء المعهد الوطني للإحصاء والدراسات الاقتصادية سنة 2009 م. وترأس Jacques Fasquel البلدية خلال فترة (2008-2014).